# Franklin Paul Peterson
Franklin Paul Peterson (Aurora, Illinois, 27 de agosto de 1930 – Washington, D.C., 1 de setembro de 2000) foi um matemático estadunidense, que trabalhou com topologia algébrica.

## Vida e obra
Peterson estudou na Universidade Northwestern com a conclusão do bacharelado em 1952, com um doutorado em 1955 na Universidade de Princeton, orientado por Norman Steenrod, com a tese Generalized cohomotopy groups. Foi depois Lecturer na Universidade de Princeton e a partir de 1958 professor assistente no Instituto de Tecnologia de Massachusetts, onde foi professor a partir de 1965.
De 1974 a 1998 foi tesoureiro da American Mathematical Society. Em 1974 foi eleito membro da Academia de Artes e Ciências dos Estados Unidos.
Dentre seus orientados constam Ethan Devinatz, Paul Goerss, David J. Anick e W. Stephen Wilson.

## Obras
- Editor The Steenrod algebra and its applications: a conference to celebrate N. E. Steenrod’s sixtieth birthday (Batelle Memorial Institute, Columbus/Ohio 1970), Springer Verlag  1970
- com E. H. Brown Relations among characteristic classes, I., Topology, Volume 3, 1964, p. 39–52
- com E. H. Brown On immersions of n-manifolds, Advances in Mathematics, 24, 1977, 74-77
- com E. H. Brown Algebraic bordism groups, Annals of Mathematics, 79, 1964, 616-622
- com E. H. Brown,  D. Anderson Spin cobordism, Bulletin AMS, 72, 1966, 256-260
- com E. H. Brown A universal space for normal bundles of n-manifolds, Comm. Math. Helveticae, 54, 1979, 405-430
- com E. H. Brown A spectrum whose {\displaystyle Z_{p}} cohomology is the algebra of reduced pth powers, Topology 5, 1966, 149–154